# فورکولورفنورون
فورکولورفنورون (به انگلیسی: Forchlorfenuron) با فرمول شیمیایی C۱۲H۱۰ClN۳O یک ترکیب شیمیایی با شناسه پاب‌کم ۹۳۳۷۹ است. که جرم مولی آن ۲۴۷٫۶۸ g/mol می‌باشد.
همچنین فورکولورفنورون یک تنظیم کننده برای رشد گیاه است. این ماده برای استفاده در کیوی و انگور در ایالات متحده تأیید شده‌است، ولی با اخبار انفجار و ترکیدگی هندوانه در چین همراه شده‌است.

## منبع مصرف
در چین استفاده از کودی را آغاز کرده‌اند که باعث تسریع رشد می‌شود. این ماده با فورکولورفنورون ساخته می‌شود و تقسیم سلول‌های میوه را تسریع می‌کند، به طوری که سریعتر رشد می‌کند. برخی می‌گویند که این ترکیب کاملاً بی‌ضرر است، اما برخی دیگر با آزمایش‌ها آن را مطرح کرده‌اند که می‌تواند باعث مشکلات پوستی و مشکلاتی در سیستم گوارشی و عصبی شود.
در چین استفاده از این کود با وجود جنجالی که ایجاد کرده کاملاً قانونی است، در حالی که در ایالات متحده نه تنها در هندوانه، بلکه در کیوی و انگور نیز استفاده می‌شود.
هندوانه‌هایی که با این کود تغذیه شده‌اند، گوشت پوسته کم رنگی دارند که مثل همیشه شیرین نیست، هسته‌های دانه سفید زیادی (به جای دانه‌های سیاه) و گوشت ترک خورده‌ای دارند.